# Technische Universität Malaysia Malakka
Die Technische Universität Malaysia Malakka (UTeM) (malaiisch Universiti Teknikal Malaysia Melaka, englisch Technical University of Malaysia Malacca) in Durian Tunggal einem Ort nahe der Stadt Malakka, Bundesstaat Malakka, ist eine staatliche Technische Universität in Malaysia. Sie wurde am 1. Dezember 2000 als Kolej Universiti Teknikal Kebangsaan Malays gegründet und ist heute eine Universität mit etwa 12.000 Studenten. Das Motto der Universität lautet Excellence Through Competency.

## Geschichte
Im Jahr 2000 wurde die Kolej Universiti Teknikal Kebangsaan Malaysia (KUTKM) gegründet, um technische Studiengänge anzubieten. 2007 erhielt die Hochschule den Universitätsstatus.

## Organisation
Die höchste Instanz ist das Board of Directors, welches die grundsätzliche Ausrichtung der Hochschule festlegt. Der Chancellor ist ein Ehrenamt und wird durch eine bekannte Persönlichkeit besetzt, während das hauptamtliche Management der Universität durch den Vice-Chancellor geleitet wird.
Die Universität besteht aus folgenden Fakultäten und Zentren
- Faculty of Electrical Engineering
- Faculty of Electronics and Computer Engineering
- Faculty of Mechanical Engineering
- Faculty of Manufacturing Engineering
- Faculty of Information and Communication Technology
- Faculty of Technology Management and Technopreneurship.
- Centre for Languages and Human Development

Die UTeM ist Partnerhochschule der Hochschule Hannover.